# Спас Киров
Спас Киров (26 май 1933 – 22 март 2001) е бивш български футболист и треньор, клубна легенда на Черно море (Варна).

## Кариера
Играл е като крило и атакуващ халф за Черно море от 1953 до 1965 г. Има 191 мача и 37 гола в А група. Между 1957 г. и 1959 г. е капитан на тима. Има 1 мач за Б националния отбор. Избран за най-добро крило в България през сезон 1953. 
След края на състезателната си кариера Киров завършва треньорска школа. През 1968 г. е назначен за помощник треньор на Черно море в щаба на Георги Димитров – Червения. Впоследствие на два пъти е старши треньор на „моряците“ в периодите 1972–1974 г. и 1981–1983 г. Бил е също така наставник на Добруджа (Толбухин), Ватев (Белослав), Черноморец (Балчик), Светкавица (Търговище) и Спортист (Генерал Тошево).